# Ultimate Spider-Man (phim truyền hình)
Ultimate Spider-Man là loạt phim hoạt hình của Mỹ dựa trên truyện tranh Spider-Man phát hành bởi Marvel Comics. Loạt phim được viết bởi Brian Michael Bendis, Paul Dini và Man of Action (một nhóm gồm Steven T. Seagle, Joe Kelly, Joe Casey và Duncan Rouleau).
Loạt phim được công bố lần đầu tiên vào đầu năm 2012,. Nó được công chiếu tại Canada vào ngày 22 tháng 6 năm 2012, tại Nam Phi vào ngày 1 tháng 7 năm 2012, và vào ngày 31 tháng 5 năm 2012 tại Anh và Ireland. Nó phát sóng ở Australia trên 7mate vào năm 2013 và trên Disney XD trên 10 tháng 4 năm 2014, phát sóng ở Indonesia trên Global TV từ năm 2013. Nó cũng được phát sóng trên Citv ở Vương quốc Anh.